# James Gosling
James Arthur Gosling (Calgary, 19 de maio de 1956) é um programador canadense, mais conhecido como o pai da linguagem de programação Java. Em 1977, James Gosling se formou bacharel em ciência da computação pela Universidade de Calgary, e em 1983 obteve um PhD em ciência da computação pela Universidade Carnegie Mellon. Enquanto preparava seu doutorado, Gosling programou a versão original do editor de texto emacs para UNIX, e antes de se juntar a Sun Microsystems construiu uma versão de UNIX para máquinas multiprocessadas, assim como diversos compiladores e sistemas de mensagens eletrônicas.
Gosling trabalhou desde 1984 na Sun Microsystems até abril de 2010, quando se demitiu. Em março de 2011 anunciou em seu blog que havia sido contratado pela Google. Cinco meses depois, anunciou sua saída da Google, e contratação pela startup Liquid Robotics.
Ele é consultor da empresa Scala Lightbend, diretor independente da Jelastic, e consultor estratégico para o eucalipto e é membro do conselho da DIRTT Environmental Solutions. Gosling é conhecido por seu amor por provar "o desconhecido" e observou que seu número irracional favorito é √2. Ele tem uma imagem emoldurada dos primeiros 1.000 dígitos de √2 em seu escritório.

## Contribuições
Inicialmente, James Gosling ficou conhecido como autor de Gosling Emacs e também inventou o sistema de janelas NeWS, que perdeu para o X Window porque a Sun não concedeu uma licença de código aberto.
É geralmente apontado como sendo o inventor da linguagem de programação Java (lançada em maio de 1995). Fez o projeto original do Java e implementou o seu primeiro compilador e sua máquina virtual.
Gosling traça as origens da abordagem em seus primeiros dias de estudante de graduação, quando criou uma máquina virtual com código para o computador DEC VAX do laboratório, para que seu professor pudesse executar programas escritos em UCSD Pascal. No trabalho que levou ao Java na Sun, ele viu que a execução neutra em arquitetura para programas amplamente distribuídos poderia ser alcançada implementando uma filosofia semelhante: sempre programe para a mesma máquina virtual.
Por este feito foi eleito para a Academia Nacional de Engenharia dos Estados Unidos. Também fez grandes contribuições para outros softwares tais como o NeWS e o Gosling Emacs. Outra contribuição de Gosling foi co-escrita do programa "bundle", um utilitário detalhado em detalhes no livro de Brian Kernighan e Rob Pike, The Unix Programming Environment.

## Java
Em junho de 1991, Gosling, Mike Sheridan, Patrick Naughton e Ed Frank iniciaram o projeto de linguagem Java (chamado "The Green Project" na época). Essa foi uma consequência mais formal de um projeto anterior liderado por Sheridan para criar uma nova linguagem de programação e ambiente para a Sun além da linguagem C++, em uso amplo. O novo idioma seria projetado para rodar em uma variedade de plataformas — não apenas computadores, mas o espectro emergente de dispositivos "inteligentes", como televisões, eletrodomésticos, telefones, decodificadores e outros sistemas embarcados. A versão inicial, chamada "Oak", foi demonstrada pela primeira vez em 2 de setembro de 1992, na forma de um sofisticado controlador de mídia portátil, chamado *7 (Star-7), que usava uma interface gráfica com o usuário e era fácil de seguir "Home" como metáfora.
Oak era um tour de force técnico, mas havia pouco interesse no mercado. Pouco antes do encerramento do projeto, a equipe decidiu se concentrar na crescente World Wide Web. A capacidade de executar applets portáteis em qualquer navegador pôde permitir que a Web assumisse muitas funções do software tradicional — e até sistemas operacionais. Eles renomearam a linguagem Java para contornar problemas de marcas registradas e logo a Netscape Communications e outros fabricantes de navegadores começaram a desenvolver o suporte a Java.

## Honras
• 2002: premiado com o The Economist Innovation Award
• 2002: premiado com o The Flame Award pela USENIX Lifetime Achievement Award
• 2007: nomeado oficial da Order of Canada. A Ordem é a segunda maior honra civil do Canadá. Os oficiais são o segundo grau mais alto da Ordem.
• 2013: tornou-se membro da Association for Computing Machinery
• 2015: medalha John von Neumann concedida pelo IEEE
• 2019: nomeado bolsista do Computer History Museum Fellow pela concepção, design e implementação da linguagem de programação Java

## Livros
- Ken Arnold, James Gosling, David Holmes, The Java Programming Language, Fourth Edition, Addison-Wesley Professional, 2005, ISBN 0321349806
- James Gosling, Bill Joy, Guy L. Steele Jr., Gilad Bracha, The Java Language Specification, Third Edition, Addison-Wesley Professional, 2005, ISBN 0321246780
- Ken Arnold, James Gosling, David Holmes, The Java Programming Language, Third Edition, Addison-Wesley Professional, 2000, ISBN 0201704331
- James Gosling, Bill Joy, Guy L. Steele Jr., Gilad Bracha, The Java Language Specification, Second Edition, Addison-Wesley, 2000, ISBN 0201310082
- Gregory Bollella (Editor), Benjamin Brosgol, James Gosling, Peter Dibble, Steve Furr, Mark Turnbull, The Real-Time Specification for Java, Addison Wesley Longman, 2000, ISBN 0201703238
- Ken Arnold, James Gosling, The Java programming language Second Edition, Addison-Wesley, 1997, ISBN 0201310066
- Ken Arnold, James Gosling, The Java programming language, Addison-Wesley, 1996, ISBN 0201634554
- James Gosling, Bill Joy, Guy L. Steele Jr., The Java Language Specification, Addison Wesley Publishing Company, 1996, ISBN 0201634511
- James Gosling, Frank Yellin, The Java Team, The Java Application Programming Interface, Volume 2: Window Toolkit and Applets, Addison-Wesley, 1996, ISBN 0201634597
- James Gosling, Frank Yellin, The Java Team, The Java Application Programming Interface, Volume 1: Core Packages, Addison-Wesley, 1996, ISBN 0201634538
- James Gosling, Henry McGilton, The Java language Environment: A white paper, Sun Microsystems, 1996
- James Gosling, David S.H. Rosenthal, Michelle J. Arden, The NeWS Book : An Introduction to the Network/Extensible Window System (Sun Technical Reference Library), Springer, 1989, ISBN 0387969152